# Catasticta leucophaea
Catasticta leucophaea är en fjärilsart som beskrevs av Percy I. Lathy och Rosenberg 1912. Catasticta leucophaea ingår i släktet Catasticta och familjen vitfjärilar. Inga underarter finns listade i Catalogue of Life.